# 헤이그 특사 사건
헤이그 특사 사건(海牙特使事件, 문화어: 헤그 밀사 사건)은 1907년 고종이 당시 개신교와 감리교회의 지원을 받아 비밀리에 네덜란드 헤이그에서 열린 제2회 만국평화회의에 참가하기 위한 특사로 정사 이상설, 부사 이준, 통역관 이위종과 이들을 도울 호머 헐버트를 파견하였던 사건이다.

## 배경
1907년 고종은 네덜란드 헤이그에서 러시아 제국의 니콜라이 2세가 소집하는 제2회 만국 평화 회의에 특사를 파견하여 을사늑약이 대한제국 황제의 뜻에 반하여 일본 제국의 강압으로 이루어진 것임을 폭로하고 을사늑약을 파기 하고자했다. 헤이그특사는 만국 평화 회의에 을사늑약이 불평등 조약임을 알리기 위해 파견되었다.

## 경과
고종은 1907년 4월 전 평리원 검사 이준에게 신임장과 러시아 황제 니콜라이 2세에게 보내는 친서를 주어 만국평화회의(정식 명칭은 헤이그 회담)에 나가 자주권을 침해받는 대한제국의 실상을 만천하에 알리도록 조처했다. 그러나 이미 행정권한을 잃은 대한제국은 친서를 전하였으나 네덜란드 헤이그까지 이동할 경비를 지원하지 못하였다.
이준과 김구는 상동감리교회의 전덕기 목사를 찾아가 비밀리에 헤이그 특사 파견의 계획을 세우고, 특사의 이동 경로와 이동 경비와 활동 자금 마련을 시작하였다. 당시 서울 중심지에 있던 상동감리교회 교인을 주축으로 주변 종로 시장과 숭례문 주변 시장 상인들이 경비를 모으고, 당시 감리교회 목사였던 호머 헐버트 선교사를 포함하여 다른 선교사들과 상동감리교회의 지원을 합쳐 활동 자금을 마련하였다. 특히 헐버트 선교사는 특사에 대한 해외활동 지원과 일본에 대한 활용하여 제4의 특사라고 불리기도 한다.
이후 이준은 블라디보스토크에서 전 의정부 참찬 이상설을 만나 차석보의 부르크에 가서 전 러시아 공사관 참서관 이위종과 합류한다.
6월 15일, 제2차 만국평화회의가 네덜란드 헤이그에서 개막되었다. 6월 19일 그들은 베를린에서 각국의 수석 대표에게 보내는 주장문(항고사라고 불렀음)을 인쇄한다. 6월 25일 이준, 이상설, 이위종이 헤이그에 도착했다.
또한 고종은 감리교회 선교사인 호머 헐버트 목사에게 헤이그 밀사 파견에 적극 지원하도록 밀사활동을 밀명을 통해 부탁하였으며, 이 과정에서 헐버트는 다른 감리교회 선교사와 함께 일본제국의 감시망을 피해 헤이그 특사가 무사히 헤이그에 도착하도록 하였으며, 일본제국이 대한제국 대표의 만국 평화 회의 참석을 방해 할 것을 직감한 호머 헐버트는 스위스 프랑스를 경유하면서 한국 대표들이 회의 참석 불가능한 상황에서 서방 언론사들과 접촉하도록 지원했다.
6월 28일, 밀사는 "항고사"와 함께 문서를 일본을 제외한 회의 참가국위원회에 보낸다. 같은 날짜의 비공식 회의보 《Courrier de la Conférence》 지에 "항고사"가 게재된다. 다음 날인 6월 29일 밀사는 회의를 주재한 러시아 제국 수석 대표 넬리도프 백작(Aleksandr I.Nelidov)을 방문하지만, 면회를 거절당한다. 6월 30일, 미국, 영국, 프랑스, 독일 대표를 찾아 가지만 지원을 거부당한다. 7월 1일 회의 개최국인 네덜란드 외무 장관의 면회를 요구하지만 거절당한다. 이 시점에서 밀사의 존재는 그들이 접촉한 열강 측에서 일본 측에 통보된 것으로 알려져 있다.
일본제국과 대영제국 등의 방해와 같은 제국들인 서구의 방관으로 대한제국 대표들은 회의 참석과 발언을 거부당하고 말았다.
호머 헐버트 목사는 헤이그에서 미국의 언론인이었던 윌리엄 T. 스테드와 처음 접촉하였다. 7월 8일 그의 주선으로 한국 대표들은 평화회의를 계기로 개최된 <국제주의재단>(Foundation for Internationalism) 집회에서 연설을 할 수 있는 기회를 얻게 되었다. 이위종은 유창한 프랑스어, 영어, 러시아어 실력으로 대한제국의 비통한 실정을 호소하는 《대한제국의 호소》(A plea for Korea)라는 제목의 이위종의 프랑스어 강연 외에 역시 스테드의 알선으로 미국에서 한국 독립을 위해 활동하던 윤용구와 미국인 선교사 호머 헐버트 박사가 영어로 을사늑약의 불법성을 지적하는 강연을 했다. 이들의 연설 내용은 세계 각국 언론에 보도되어 주목을 끌었으나 대한제국의 처지를 불쌍히 여길 뿐 구체적인 성과를 얻지는 못했다. 7월 9일, 오사카 마이니치 신문 1면에 《대한 조치 단행할 시기-헤이그 한인의 괴운동》이란 제목으로 일본 정부와 이토 히로부미에게 엄격한 대응을 촉구하는 논설을 게재했다.
7월 12일, 이위종이 상트페테부르크로 떠났다. 그리고 그 다음날인 7월 13일, 이 날 타카이시 기자가 타전한 기사에서 이준이 얼굴에 악성 종기가 나서 중태에 빠졌다고 보도했다. 7월 14일 저녁, 투숙해 있던 드 용 호텔에서 이준이 사망했다. 이틀 뒤인 7월 16일 이준을 가매장에 동반했던 이상설과 호텔의 주인이 참례를 했다. 7월 18일 이위종이 상트페테르부르크에서 헤이그로 돌아온다. 그리고 다음 날인 7월 19일, 이상설과 이위종이 런던으로 출발하기 위해 헤이그를 떠났다. 그후 뉴욕으로 향했고, 이날 헐버트가 뉴욕에 도착했다.
9월 6일, 이준의 장례식이 열렸고, 이준의 동생과 대한제국의 외교관, 친구, 헤이그 YMCA 회장 등이 참석을 했다. 10월 18일, 제2차 만국평화회의는 폐회되었다.
이준의 죽음 원인에 대해서는 아직까지 정확히 밝혀지지 않고 있으며, ‘홧병에 의한 분사설’, ‘단독 감염설’(일본 정보문서 기록), ‘자살설’, ‘독살설’, 등 여러 주장이 제기되고 있다. 대한매일신보는 이준이 할복 자살했다고 보도했는데, 이는 당시 대한매일신보의 집필이었던 양기탁이 신채호·베델과 함께 민족의 공분을 이끌어내기 위해 의도적으로 작성한 허구 기사였다.
일본은 만국평화회의 수석대표로 파견되어 있던 쓰즈키 케이로쿠(都筑馨六) 특명 전권 대사가 이 사건에 대응했다. 또한 오사카 마이니치 신문(大阪毎日新聞)에서 파견된 다카이시 신고로(高石真五郎)는 연일 특파원 전기로 현지의 정세를 전했다. 이때 타카이시는 일본인으로서 유일하게 밀사와 면담을 했다.

## 헤이그 특사의 고종비판
이 당시 이위종은 연설에서 일본제국뿐 아니라 고종의 만행도 고발했었다.
장기집권으로 인한 부패, 과도한 세금징수와 가혹한 행정에 허덕여왔던 한국 국민과 정부는 애원과 희망으로 일본인들을 환영하였다. 그 당시 한국인들은 일본이 부패한 정부 관리들을 엄격히 처벌해 주고, 일반 백성에게는 정의감을 북돋워 주고, 정부 당국의 정치․행정에 대해 진실한 조언자가 되고, 한국민들의 개혁운동을 잘 인도해 줄 것으로 확신하였다. 일본인들은 거듭하여 그들의 한국 진출은 그들 자신만의 이익을 위해서가 아니라 모든 문명국들의 행위와 마찬가지로 한국의 문호개방과 모든 백성을 위한 기회균등의 보존을 공고히 하기위함이라고 극구 강조하였다(이위종)
이위종은 미국과 프랑스에서 근대교육을 받은 경력이 있으며, 근대사상의 조류들이 유행하는 시기에 청년기를 보냈기 때문에 철저한 근왕주의자인 이범진보다 정치사상 면에서 진보된 모습을 보였다. 그는 1896년 7월 한국을 떠날 때만 해도 부친의 영향으로 나이 어린 야무진 군권주의자의 면모를 지녔을 것이다. 그러나 그는 1907년 7월 헤이그 국제협회에서 한국독립을 호소하는 연설을 했을 때에 대한제국의 장기집권으로 인한 부패, 과도한 세금징수, 가혹한 행정 등으로 인해 인민이 고생하고 있음을 인정했을 뿐더러 그러한 정치를 ‘구체제하 정부의 잔혹한 정치’라는 말로 표현하였다. 이는 이위종이 고종의 권위를 인정하면서도 고종의 통치에 대해서 깊은 불만을 지니고 있었음을 보여주는 것이다. 그는 1919년 8월에 모스크바에서 “러시아 국민들만이 미국인들처럼 사리사욕을 쫓지 않고 박해받는 자들의 자유를 위해 진정으로 투쟁할 수 있다”며 미국의 자본주의체제를 비판하고 사회주의를 적극 지지하는 발언을 하였다. 이는 이위종의 정치사상이 군권주의에서 민주주의를 거쳐 사회주의로 전환해 갔음을 나타내 준다고 생각한다

## 결과
이 사건을 빌미로 일본은 고종을 강제로 퇴위시키고 7월 20일 양위식을 강행하였다. 이어서 순종이 즉위하고 4일 후 한일신협약이 체결되었으며, 얼마 후에는 대한제국 군대가 해산됐다. 이것도 모자라 일본은 헤이그 특사의 책임을 물어 궐석 재판을 열고 이위종과 (이미 죽은) 이준에게 종신형을 언도했으며, 이상설에게는 사형을 선고했다. 이 때문에 이상설과 이위종은 죽을 때까지 고국으로 돌아오지 못했다.

## 같이 보기
- 고종 양위 사건
- 한일신협약
- 이상설
- 이위종
- 이준
- 호머 헐버트

## 참고 문헌
- 김삼웅 (1995년 7월 1일). 《친일정치 100년사》. 서울: 동풍. 59쪽. ISBN 978-89-86072-03-7.